# گرهارد وینکلر
گرهارد وینکلر (انگلیسی: Gerhard Winkler؛ زادهٔ ۱۷ ژانویهٔ ۱۹۵۱) ورزشکار دوگانه اهل آلمان است.